# Linda Indergand
Linda Indergand, née le 13 juillet 1993 à Altdorf (Uri), est une coureuse cycliste suisse, spécialiste de VTT cross-country. Elle est championne du monde de cross-country eliminator en 2015 et 2016.

## Palmarès en VTT cross-country

### Jeux olympiques
- Singapour 2010
  -  Médaillée d'argent du cross-country aux Jeux olympiques de la jeunesse
- Rio de Janeiro 2016
  - 8e du cross-country
- Tokyo 2020
  -  Médaillée de bronze du cross-country

### Championnats du monde
- Champéry 2011
  -  Championne du monde de cross-country juniors
- Pietermaritzburg 2013
  -  Médaillée de bronze du cross-country eliminator
- Lillehammer 2014
  -   Médaillée d'argent du cross-country eliminator
  -  Médaillée de bronze du cross-country espoirs
- Vallnord 2015
  -  Championne du monde de cross-country eliminator
- Nové Město 2016
  -  Championne du monde de cross-country eliminator
- Val di Sole 2021
  - 4e du cross-country short track
- Glasgow 2023
  -  Championne du monde du relais mixte

### Coupe du monde
- Coupe du monde de cross-country eliminator
  - 2013 : 5e du classement général
  - 2014 : 5e du classement général, vainqueur d'une manche

- Coupe du monde de cross-country espoirs
  - 2014 : 9e du classement général

- Coupe du monde de cross-country
  - 2015 : 16e du classement général
  - 2016 : 8e du classement général
  - 2017 : 5e du classement général
  - 2018 : 14e du classement général
  - 2019 : 16e du classement général
  - 2020 : pas de classement général[1]
  - 2021 : 6e du classement général
  - 2022 : 14e du classement général
  - 2023 : 20e du classement général
  - 2024 : 14e du classement général

- Coupe du monde de cross-country short track
  - 2022 : 13e du classement général
  - 2023 : 17e du classement général
  - 2024 : 10e du classement général

### Championnats d'Europe
- Haïfa 2010
  -  Championne d'Europe de cross-country juniors
- Dohňany 2011
  -  Médaillée d'argent du championnat d'Europe de cross-country juniors
- Saint-Wendel 2014
  -  Médaillée d'argent du cross-country eliminator
- Darfo Boario Terme 2017 
  -  Championne d'Europe du relais mixte
  -  Médaillée d'argent du cross-country
- Monte Tamaro 2020
  -  Médaillée d'argent du cross-country eliminator
- Munich 2022
  - 9e du cross-country
- Melgaço 2025
  -  Médaillée de bronze du cross-country short-track

### Championnats de Suisse
- 2014
  - 3e du championnat de Suisse de cross-country eliminator
- 2015
  -  Championne de Suisse de cross-country eliminator
- 2024
  -  Championne de Suisse de cross-country

## Palmarès sur route
- 2010
  -  Championne olympique de la jeunesse du contre-la-montre
- 2014
  -  Championne de Suisse du contre-la-montre
  - 2e du championnat de Suisse sur route
- 2020
  - 2e du championnat de Suisse sur route
- 2022
  - 2e de Silenen-Amsteg-Bristen
- 2023
  - Silenen-Amsteg-Bristen
- 2024
  - 2e de Silenen-Amsteg-Bristen
- 2025
  - Rund um den Weiherring
  - Silenen-Amsteg-Bristen

## Récompenses
- Cycliste espoir suisse de l'année : 2014
- Cycliste suisse de l'année : 2021